# Stéphane Le Foll
Stéphane Le Foll (Le Mans, 3 febbraio 1960) è un politico francese.
Membro del Partito Socialista francese, è stato deputato europeo dal 2004 al 2012, ministro dell'Agricoltura, dell'Agroalimentare e della Foresta dal 2012 al 2017, portavoce del governo francese dal 2012 al 2014, deputato dal 2017 al 2018 e sindaco di Le Mans dal 2018.